# Crângaşi
Crângaşi és un dels barris integrats dins del Sector 6 de Bucarest (Romania). El barri està ubicat a la zona oest de la capital romanesa. El barri es troba travessat pel riu Dâmboviţa (riu) i en el mateix està ubicat el Lacul Morii (Llac Morii). El nom de Crângaşi en català vol dir "el poble viu en un bosc jove". El barri de Giuleşti és un dels barris veïns de Crângaşi.

## Història
A la zona es van descobrir monedes del segle IV durant el regnat de Valentinià I i un forn per fer olles de fang. Un mapa del 1835 mostra un petit poble amb només cinc cases anomenades Crângași entre Bucarest, el riu Dâmbovița i la comuna Marele Voievod. El 1922 una part del poble es va integrar a Bucarest. Entre 1940 i 1960 la zona va estar habitada per gent pobra que va construir cases a prop del riu. A principis dels anys 60, es van construir blocs d'apartaments d'estil comunista a la zona, inicialment coneguda com a urbanització Constructorilor. Més tard, va continuar a mitjan dècada de 1980 amb blocs d’apartaments de 8 a 10 pisos. A causa de l'aixecament del riu Dâmboviţa, la zona va ser inundada amb freqüència. El problema es va resoldre el 1986 quan es va construir el Llac Morii.